# Ein verrückter Tag in New York
Ein verrückter Tag in New York (engl. New York Minute) ist ein US-amerikanischer Film aus dem Jahr 2004. In den Hauptrollen spielen Mary-Kate und Ashley Olsen.

## Handlung
Die ungleichen Zwillingsschwestern Jane und Roxanne ‚Roxy‘ Ryan haben zufällig das gleiche Ziel: Die vorbildliche, um die Versorgung ihrer Schwester und ihres Vaters bemühte Musterschülerin Jane will in New York eine Rede halten, um ein Stipendium an der Oxford University zu erhalten; ihre Schwester Roxy wurde von Freunden zu einem Simple-Plan-Videodreh eingeladen, bei dem sie Sampler ihrer eigenen Band zenRIOT verteilen will, wobei sie wiederholt die Schule schwänzt und einen Vertreter der Schulaufsichtsbehörde auf den Hals bekommt. Im Zug nach New York treffen die beiden aufeinander und werden hinausgeworfen, da Roxy keine Fahrkarte vorweisen kann und Jane ihre in den Wirren ihrer Handtasche nicht findet.
Beim Aussteigen stößt Jane auf Jim, einen Fahrradkurier, der ihr im späteren Verlauf noch mehrmals begegnet. Aus Verzweiflung lässt sich Jane von Roxy überreden, in einer Limousine mitzufahren. Deren Fahrer entpuppt sich als Krimineller, der an einen Mikrochip will, der zufällig in Roxys Handtasche gelangt ist. Den beiden gelingt die Flucht, jedoch verliert Jane ihr Notizbuch, in dem ihr Geld und ihre Rede enthalten ist. In einem fremden Hotelzimmer frischen sich die beiden auf und bekommen unerwartet Hilfe von Trey, dem Sohn einer Senatorin. Allerdings frisst deren Hund den Chip, womit sie beim geplanten Treffen mit dem Kriminellen ein Problem haben. Durch ein Missgeschick müssen sie fluchtartig das Hotelzimmer in Handtüchern verlassen und laufen so quer durch New York.
Ihre Wege trennen sich, als Jane ihren Kalender wiederholen will und Roxy sich zum Videodreh begibt.
Unterwegs treffen sie sowohl auf Jim und den Chauffeur als auch auf Officer Lomax, der Roxy schon seit einer Weile wegen Schulschwänzens verfolgt. Die beiden Schwestern treffen dann beim Videodreh wieder aufeinander, wo sie ihre Verfolger vorerst wieder abschütteln können. Über die Kanalisation gelangen sie in die Nähe von Janes Ziel, lassen sich dann mehr oder weniger freiwillig einem Styling unterziehen und setzen ihren Weg fort.
Durch Streit wieder auseinandergetrieben, wird Jane von den Kriminellen entführt und Roxy entscheidet, für sie die Rede zu halten. Das Notizbuch findet sie zufällig in der abgestellten Limousine und begibt sich zur Universität. Auf dem Weg zur Bühne verliert sie jedoch die Rede und beginnt eine Rede zu halten, die keinen Sinn ergibt. Währenddessen kann Jane sich befreien und gelangt mit der Hilfe des erneut zufällig auftauchenden Jim gerade noch rechtzeitig zur Universität, um die Situation zu retten.
Zwar hält Jane ihre Rede nicht mehr, da ihr nun klar wird, dass es wichtigere Dinge als dieses Stipendium gibt, aber der Vorsitzende der Jury bietet ihr den Oxford-Platz an, da er ihre Notizen gefunden hat und die wirklich chaotischen Zustände des Tages versteht. Dies mag auch daran liegen, dass er selbst den beiden mehrmals begegnet ist und ihr Zusammentreffen jedes Mal darin endete, dass er mit seinem heißen Kaffee überschüttet wurde.
Am Ende ist allerdings doch alles gut.
Jane kommt mit Jim zusammen und Roxy mit Trey. Jim wechselt für Jane extra die Schule und Roxy bekommt einen Plattenvertrag.

## Kritiken
„Wie beim ersten Leinwandausflug Eins und Eins macht Vier anno 1995 handelt es sich beim zweiten Kinofilm der Zwillinge Mary-Kate und Ashley Olsen um eine temporeiche Komödie, die vor allem mit ihrer Harmlosigkeit auffällt.“

  kino.de 
„Gordon hat mit Produzentin Denise Di Novi schon in dem US-Teenie-Hit Was Mädchen wollen zusammengearbeitet und sie geben ein gutes Team ab. Schade, dass „Ein verrückter Tag in New York“ keinen Raum für einen Funken Kreativität lässt. Technische Mängel sind ein weiteres Ärgernis. So viele Mikrophone wie im ganzen Film unfreiwillig zu sehen sind, gab es schon lange nicht mehr zu „bestaunen“. … Trotz der zahlreichen Unzulänglichkeiten werden sich Olsen-Fans über dem Kinodebüt der Zwillinge freuen.“

  Melize Colucci filmstarts.de 
Ashley Olsen und Mary-Kate Olsen wurden für die Goldene Himbeere in den Kategorien schlechteste Schauspielerin und schlechteste Filmpaarung 2005 nominiert.

## Auszeichnungen
Ashley Olsen und Mary-Kate Olsen wurden für den Teen Choice Award beste Schauspielerin und bestes Leinwandpaar nominiert. Eine weitere Nominierung für den Teen Choice Award erhielt Eugene Levy.

## Sonstiges
Bob Saget hat im Film einen Cameo-Auftritt. Er spielte von 1987 bis 1995 als Danny Tanner den Vater der von den Olsen-Zwillingen verkörperten Michelle Tanner in der US-Sitcom Full House. Während die nun erwachsen gewordenen Schwestern leicht bekleidet durch New York City laufen, schaut er ihnen verdutzt hinterher.